# Åh, Amadeus
Åh, Amadeus är en sång skriven och komponerad av Freddie Hansson och Peo Thyrén, och ursprungligen inspelad av Lena Philipsson på hennes debutalbum Kärleken är evig, som först släpptes i april 1986.

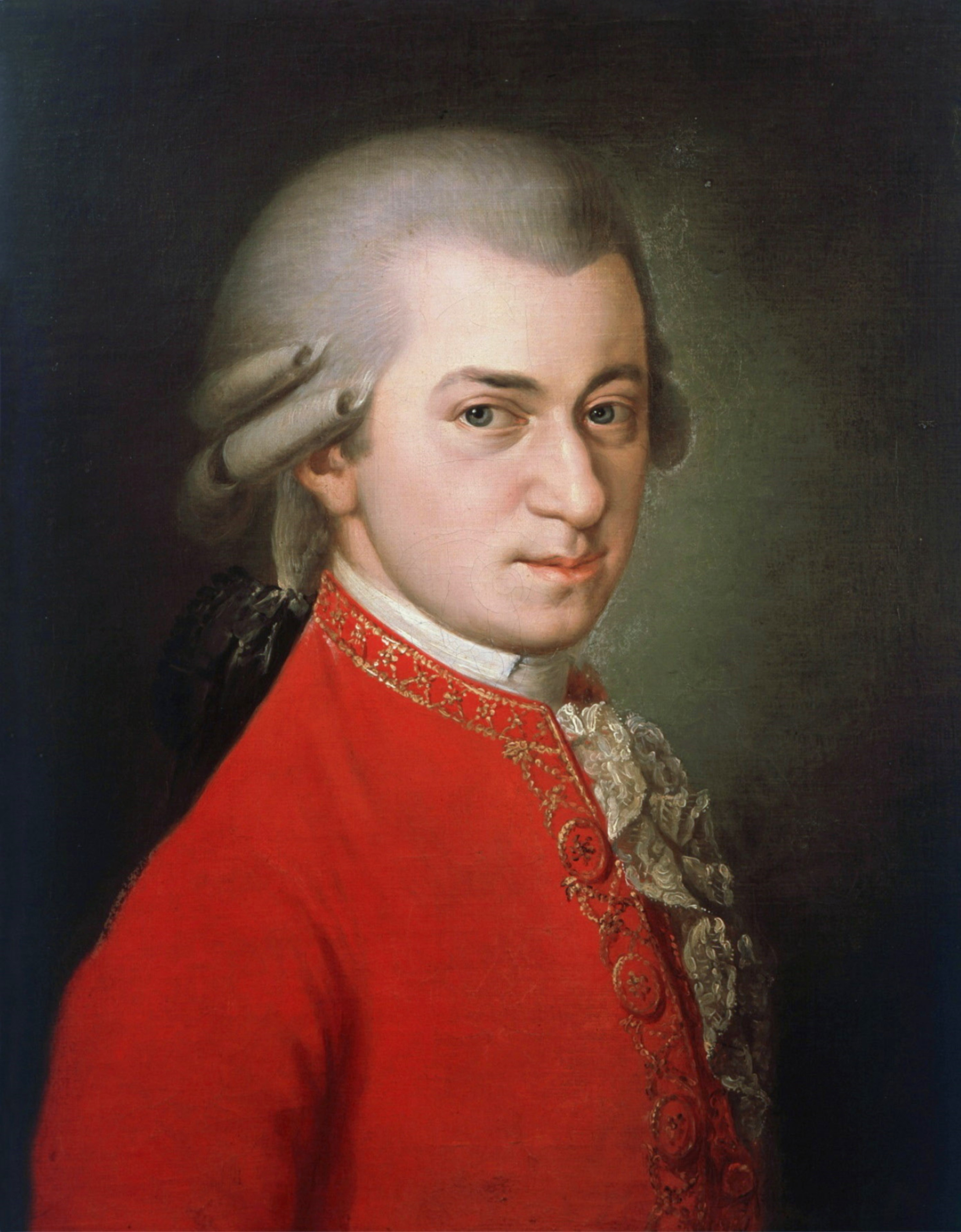
Wolfgang Amadeus Mozart

Sångtexten innehåller referenser till 1700-talskompositören Wolfgang Amadeus Mozart, och hans opera Trollflöjten.
Lena Philipssons inspelning låg på Svensktoppen mellan 1 juni och 28 september 1986, och placerade sig som bäst på sjunde plats under det sammanlagt nio veckor långa listbesöket.
Sången har också spelats in av sångerskan Leyla Norgren, och utkom då på singel samma år, med "Håll mig hårt" som B-sida.